# Csák Ugrin (kalocsai érsek)
Csák Ugrin, Hugolin, Ugolin vagy Ugron († Muhi, 1241. április 11.) magyar katolikus főpap, királyi kancellár. Egyes feltételezések szerint rokonságban állt a királyi családdal.

## Élete

### Egyházi tevékenysége
A Csák nemzetség Szerém vármegyében birtokos újlaki ágából származott. Pap lett, s 1217 és 1219 között királyi kancellárként vett részt II. András magyar király szentföldi hadjáratában. 1219-től választott, 1219 és 1241. április 11. között tényleges kalocsai érsek. III. Honoriusz pápa Rómában püspökké szentelte 1219. június 11-én. Tevékeny része volt 1222-ben az Aranybulla, 1231-ben az esztergomi oklevél kiadásában. II. András Bosznia, Só és Ozora bánságát, valamint Pozsega várát bízta rá azzal a feltétellel, hogy felszámolja a bogumilok eretnekségét. E célból várakat építtetett Boszniában.
1229. január 20-án – javaslatára – IX. Gergely pápától megbízást kapott, hogy Bánmonostor székhellyel megszervezze a szerémi püspökséget, és megkezdte a kalocsai székesegyház átépítését. 1230 májusában döntőbíró volt Buzád nembeli István zágrábi megyés püspök és a templomos lovagok birtokperében; a püspök Vaska, a templomosok Rajeszka birtokosai lettek. 1234-ben Bácsban ispotályt és szegényházat építtetett. 1230 és 1235 között ismét királyi kancellár. IX. Gergely 1235-ben vizsgálatot bízott rá az országos adók ügyében.

### Hadvezér
A IX. Gergely pápa által 1241. március végére Rómába összehívott zsinatra igyekvő érseket más püspökökkel együtt a király – a tatárok közeledésének hírére – visszahívta. A tatárok március 12-én áttörtek az Orosz-kapun, legyőzték Tomaj nembeli Dénes nádor seregét, majd 3-4 nap múlva már a Pest alatti magyar tábort hergelték, „karnyújtásnyira” tőlük égették fel Vácot, és megfutamították az érseket, aki az összecsapásban megsebesült. Az érsek – aki a korabeli források szerint vitéz katona, rettenthetetlen harcos, de emellett nagyhatalmú és gőgös férfi volt – sértett önérzettel tért vissza a táborba, s azonnali csatát követelt; szava pedig követőkre talált. A IV. Béla vezette magyar sereg április 8-9-én érkezett a Sajóhoz, ahol a jobb partján elterülő Muhi pusztán hozzálátott egy erődített tábor létesítéséhez. Az összecsapásra április 11-én került sor, amely a magyar csapatok vereségével ért véget. A muhi csatában elesett Ugrin érsek is, számos más főpappal együtt.